# 平川村 (岡山県)
平川村（ひらかわそん）は、かつて岡山県川上郡にあった村。

## 地理
吉備高原山間部にあり平地は少ない。成羽川が村の境界に沿って北からほぼ南東に流れる。合併後の1968年（昭和43年）に新成羽川ダムと田原ダムが完成。1970年代以降、成羽川に沿って中国自然歩道が整備された。

## 沿革
- 1889年（明治22年）6月1日 - 町村制施行に伴い川上郡平川村が村制施行し、平川村が成立。
- 1956年（昭和31年）9月30日 - 川上郡富家村、湯野村と合併し、町制施行して備中町となり消滅。

## 交通
道路
- 岡山県道・広島県道106号布賀油木線
- 岡山県道437号下郷惣田線